# Dikhil (Region)
Dikhil oder Dichil (arabisch دخيل, DMG Diḫīl) ist eine Region im Südwesten Dschibutis. Ihr Hauptort ist die gleichnamige Stadt Dikhil. Weitere größere Städte der Region sind Ela, Galafi und Yoboki.
Dikhil war zuvor Hauptort des Sultanats Goba'ad. Die zur Zeit der französischen Kolonialherrschaft noch als Gobad (Goba'ad) bezeichnete Region grenzt im Norden an die Region Tadjoura, im Westen und Süden an Äthiopien und im Osten an die Regionen Ali Sabieh und Arta. Letztere Region wurde 2002 aus dem Ostteil Dikhils (1400 km² am Golf von Tadjoura) sowie aus dem Umland im Westen und Süden von Dschibuti-Stadt (400 km²) gebildet.
In Dikhil liegt ein Teil des Abbe-Sees, der sich auch auf äthiopisches Gebiet erstreckt.